# Aglianico

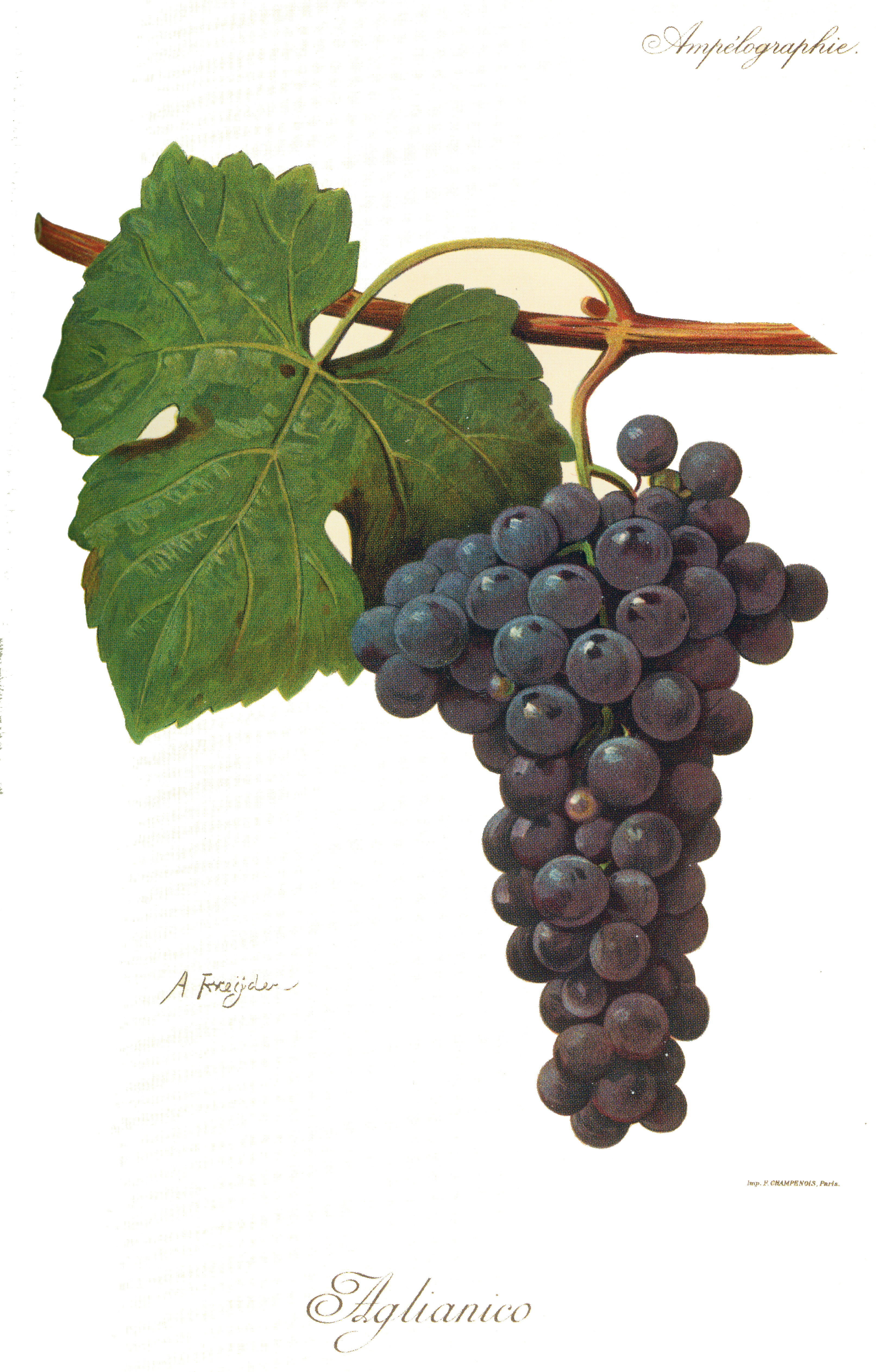
Aglianico druivenras

De 'Aglianico' is een oud ras van blauwe druiven uit het zuiden van Italië.

## Geschiedenis

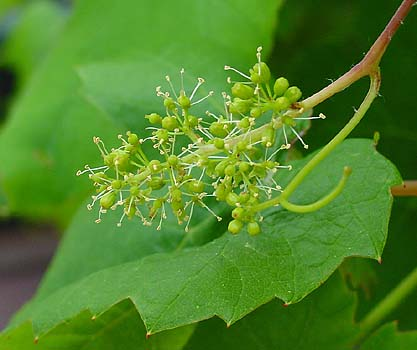
Bloeiwijze van de druif

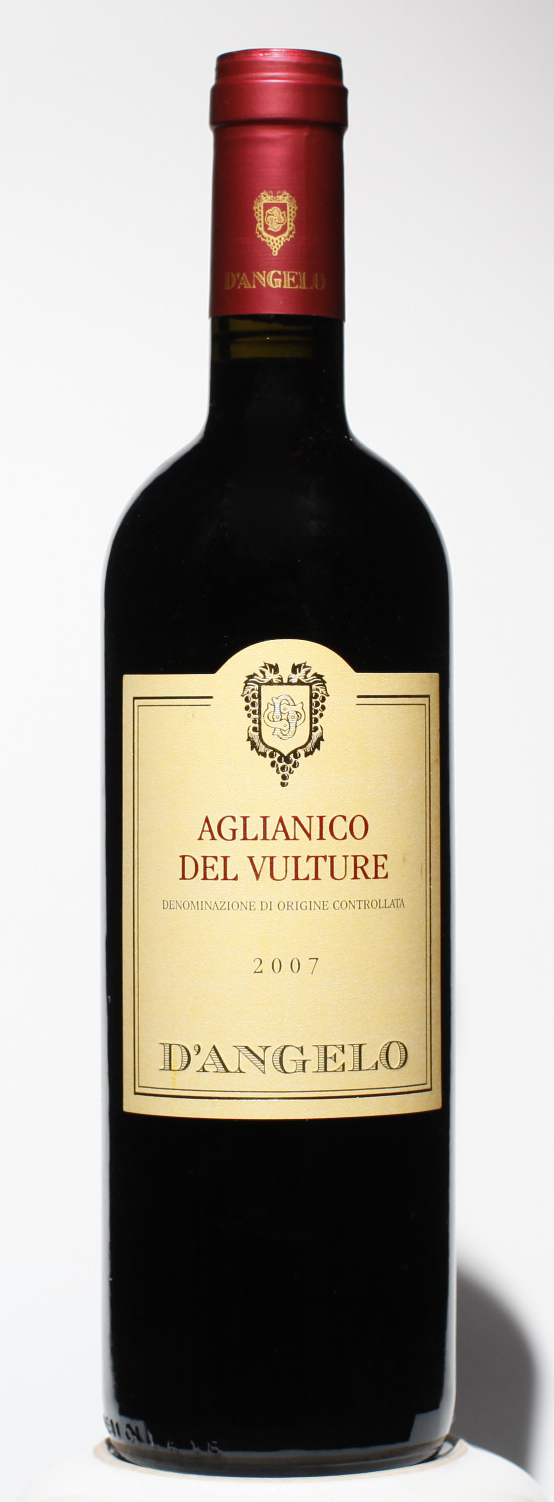
Fles van Aglianico del Vulture

Tot DNA-onderzoek uitwees dat de 'Aglianico' geen enkele verwantschap vertoont met welke Griekse druif dan ook, werd lange tijd aangenomen dat deze druif oorspronkelijk uit Griekenland kwam en in de 7e en 6e eeuw voor Christus door de Grieken werd meegenomen toen zij de Tyrreense kusten veroverden. De oudst bekende vermelding is in een geschrift uit 1520 van een eigenaar die druiven teelde met de naam aglianiche, het (vrouwelijk) meervoud van aglianico. Het document komt uit het stadje Conversano in Apulië in het zuiden van Italië. De naam is zeer waarschijnlijk afgeleid van het Spaanse woord Ilano, dat vlakte betekent. De Spanjaarden hielden in de 15e en 16e eeuw centraal en zuidelijk Italië bezet en uit die tijd stamt het document.

## Kenmerken
De groei is onstuimig, waardoor terugsnoeien belangrijk is. De 'Aglianico' heeft een vroege bloeiperiode en komt zeer laat tot rijping. Begin november is geen uitzondering. De lange rijpingstijd is nodig om de harde tannines ronder en zachter te maken. De druif is resistent tegen echte meeldauw, maar uiterst gevoelig voor botrytis. De beste wijnen hebben een diep donkere, bijna zwarte kleur en aroma's van chocola, pruimen en zelfs de suggestie van vulkanisch materiaal waar de planten op groeien. Het hoge tanninegehalte en de bijbehorende zuurgraad zijn aanleiding om de wijn van deze druif wel de barolo van het zuiden te noemen.

## Gebieden
De 'Aglianico' wordt vrijwel alleen geteeld in Zuid-Italië, voornamelijk in de provincies Potenza en Matera van de regio Basilicata, en in de provincies Avellino en Benevento van de regio Campania, en is daar met een oppervlakte van 10.000 hectare de meest geplante blauwe druivensoort.
De druif gedijt daar goed in de koele heuvels op een hoogte van 200 tot 600 meter. Sporadisch wordt de 'Aglianico' ook verbouwd op het eilandje Procida voor de kust van Napels en in de zuidelijke regio's Apulië, Calabrië en Molise. In Australië wordt in diverse gebieden geëxperimenteerd en dat vindt zijn oorzaak in de hedendaagse klimaatverandering. De allerbeste resultaten worden geboekt op de vulkanische gronden van Taurasi, waar de allerhoogste status van DOCG wordt bereikt. Ook de Aglianico del Vulture uit Basilicata werd een DOCG in 2011.

## Synoniemen[1]
- Aglianico de Puglia
- Aglianica
- Aglianichella
- Aglianichello
- Aglianico Amaro
- Aglianico Crni
- Aglianico del Vulture
- Aglianico di Castellaneta
- Aglianico di Taurasi
- Aglianico Femminile
- Aglianico Macolino
- Aglianico Nero

- Aglianico Pannarano
- Aglianico Tringarulo
- Aglianico Zerpoluso
- Aglianico Zerpoloso
- Aglianicone
- Aglianicuccia
- Agliano
- Agliatica
- Agliatico
- Agnanico
- Agnanico di Castellaneta
- Alianiko

- Cascavoglia
- Cerasole
- Ellanico
- Ellenico
- Fiano Rosso
- Fresella
- Gagliano
- Ghiandara
- Ghianna
- Ghiannara
- Glianica
- Gnanica

- Gnanico
- Granica
- Granico
- Olivella di San Cosmo
- Prie Blanc
- Ruopolo
- Spriema
- Tringarulo
- Uva Catellaneta
- Uva dei Cani
- Uva di Castellaneta
- Uva Nera